# Кулаки (Владимирская область)
Кулаки — деревня в Меленковском районе Владимирской области России, входит в состав Илькинского сельского поселения.

## География
Деревня расположена на берегу реки Унжа (приток Оки) в 3 км на юго-восток от центра поселения села Илькино и в 15 км на юг от райцентра города Меленки.

## История
На Генеральной карте 1802 года деревня отмечена как Кулаки. 
В конце XIX — начале XX века Кулаки — крупная деревня в составе Лехтовской волости Меленковского уезда. 
С 1929 года деревня входила в состав Кудринского сельсовета в составе Меленковского района Владимирской области, позднее вплоть до 2005 года входило в состав Илькинского сельсовета.

## Население
| 1859 | 1897 | 1926 |
| ---- | ---- | ---- |
| 540  | 789  | 864  |

| 1859 | 1897 | 1905 | 1926 | 2002 | 2010 | 2021 |
| ---- | ---- | ---- | ---- | ---- | ---- | ---- |
| 540  | ↗789 | ↘787 | ↗864 | ↘268 | ↘220 | ↘175 |